# Mont Maudit
El Monte Maldito (Mont Maudit en francés o Monte Maudit en italiano) es una montaña en los Alpes, en el macizo del Mont Blanc, sobre la línea de frontera entre Francia e Italia entre el Mont Blanc y el Mont Blanc du Tacul. Hasta finales del siglo XVIII, el Mont Blanc y sus picos vecinos eran conocidos colectivamente en francés como las Montagne Maudite.
El collado del Mont Maudit a 4.345 m se encuentra en la vía de ascenso al Mont Blanc llamada tres montes.

## Altura
La altura aparece de manera distinta según la cartografía. La lista oficial de los cuatromiles de los Alpes, publicada por la UIAA en su boletín n.º 145, de marzo de 1994, indica que según la cartografía italiana más reciente, su cota es 4.468 m y, según la francesa igualmente más reciente, es 4.465 m. En el libro Cuatromiles de los Alpes por rutas normales, Richard Goedeke indica los 4.465 m de la cartografía francesa. Igualmente, esa es la altura que se indica en summitpost.org.

## Primera ascensión
La primera ascensión la hicieron el 12 de septiembre de 1878 la cordada británica que incluía a Henry Seymour Hoare y el abogado/diplomático William Edward Davidson con los guías Johann Jaun y Johann von Bergen. La ruta que emprendieron fue por la cresta sur, durante un ascenso al Mont Blanc por la ruta del corredor. 

## Ascensión

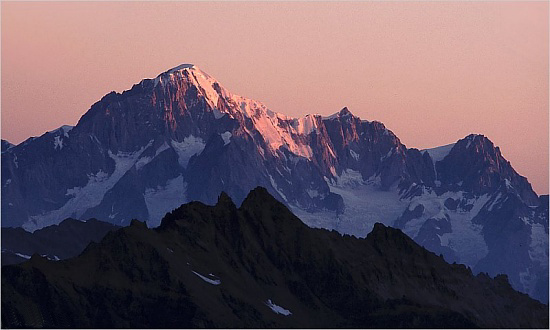
Desde el lado italiano, en orden decreciente: Mont Blanc, Mont Maudit, Mont Blanc du Tacul

La vía normal de ascenso parte del refugio des Cosmiques (3613 m), el cual se encuentra no lejos de la estación del funicular de los Glaciares puesto sobre la Aiguille du Midi. Desde el refugio se asciende la vertiente norte del Mont Blanc du Tacul; pasada la dima del Tacul se llega al collado del Mont Maudit. Se trata entonces de ascender por la ladera norte de la montaña.
El lado meridional de la montaña es considerablemente más inclinado que las suaves laderas cubiertas de nieve del lado septentrional y representa el lado sudeste bien conocido o cresta de la Frontera (también conocida como la arista Kuffner, D). Esta ruta fue escalada por vez primera por Moriz von Kuffner con los guías Alexander Burgener y Josef Furrer del 2 al 4 de julio de 1887. George Mallory, en una cordada liderada por R. L. G. Irving, hizo el tercer ascenso de la ruta en 1911. Las subidas de la arista empiezan en la cabaña sobre el Col du Trident y llevan, al menos, siete u ocho horas.
A la montaña la sirven los siguientes refugios:
- Refugio des Cosmiques (3.613 m, guardado febrero-octubre)
- Abri Simond Bivouac (junto al refugio des Cosmiques y abierto en invierno cuando el refugio está cerrado)
- Refugio Torino (3.322 m/3.375 m, dos cabañas: una inferior y más vieja y otra superior, más nueva, conectadas por un túnel)
- Vivac Lucia y Piero Ghiglione (3.690 m, guardada 20 de junio a 20 de septiembre, también conocida como la cabaña Trident) - ahora no allí; este vivac fue trasladado en los años 1990
- Vivac Alberico y Brogna (3.679 m, también conocido como el Vivac de la Fourche)

## Clasificación SOIUSA

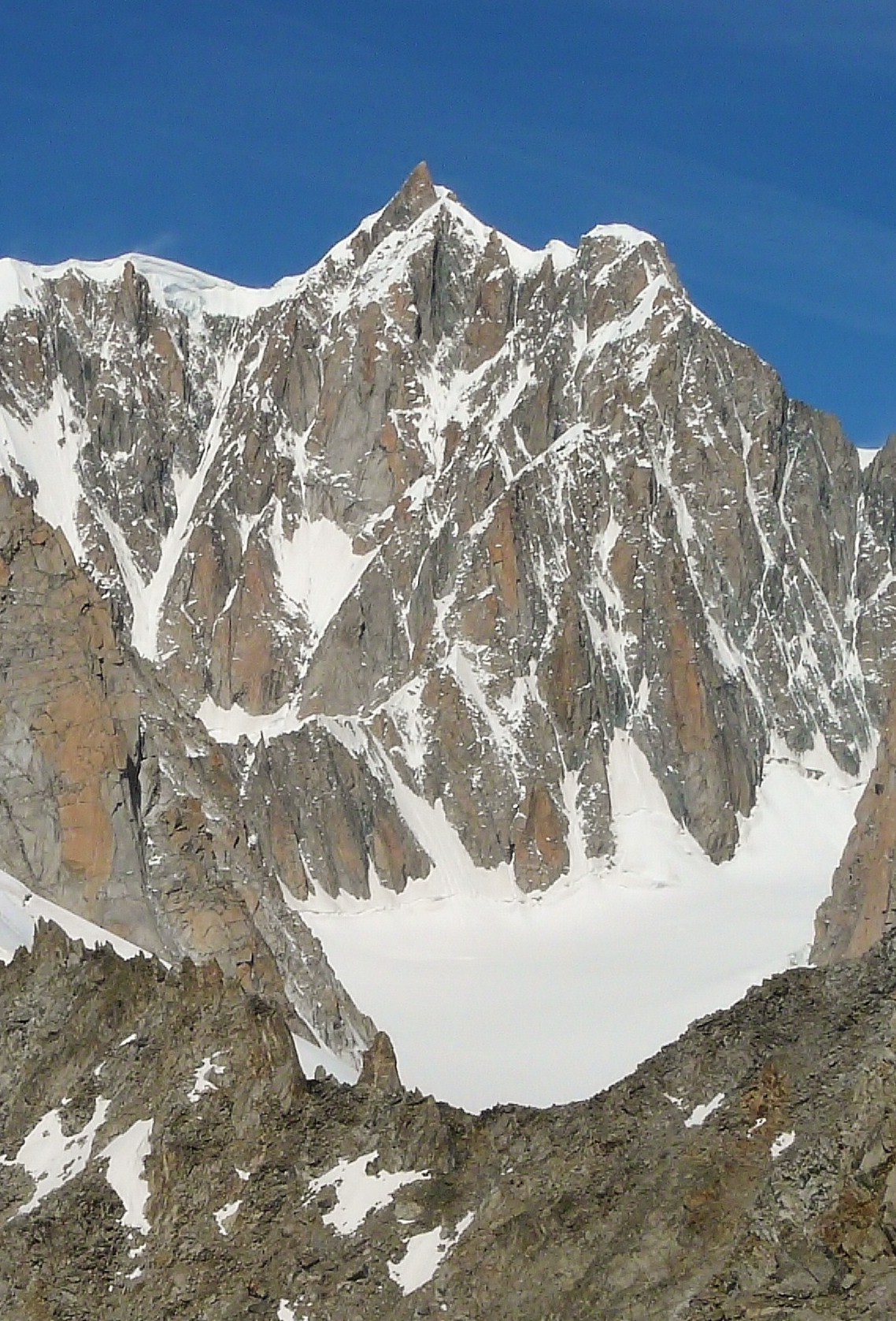
El monte visto desde la Punta Helbronner.

Según la clasificación SOIUSA, el Mont Maudit pertenece:
- Gran parte: Alpes occidentales
- Gran sector: Alpes del noroeste
- Sección: Alpes Grayos
- Subsección: Alpes del Mont Blanc
- Supergrupo: Macizo del Mont Blanc
- Grupo: Grupo del Mont Blanc
- Subgrupo: Grupo del Mont Maudit
- Código: I/B-7.V-B.2.d